# 283 î.Hr.

## Decese
- dată necunoscută: Chanakya  (n. 375 î.Hr.)
- dată necunoscută: Demetrius din Falera om de stat și filosof atenian (n. 350 î.Hr.)